# Joseph Czikel
Joseph Czikel (* 19. Juli 1914 in Kaschau; † 26. Februar 1992 in Leoben) war ein deutscher Ingenieur und Hochschullehrer.

## Leben
Czikel legte 1932 das Abitur ab, danach nahm er ein Studium der Naturwissenschaften an der Universität Krakau auf. Ab 1935 studierte er Hüttenwesen an der Bergakademie Krakau und ab 1939 an der TH Breslau. 1940 erwarb er das Diplom als Ingenieur. Er blieb als wissenschaftlicher Assistent zunächst in Breslau. Vom 17. Januar bis zum 5. Oktober 1942 diente er im Zweiten Weltkrieg. Sein Institut wurde im Januar 1945 von Breslau nach Chemnitz verlegt. Joseph Czikel arbeitete dort bis Juni 1945, außerdem war er in der Gießerei der Auto Union AG tätig.
Ab Juli 1945 wirkte er ein knappes Jahr lang als Schmelzer und Schichtleiter im Stahlwerk der Geisweider Eisenwerke. Im Juni 1946 nahm er eine Stelle als wissenschaftlicher Assistent am Eisenhütteninstitut der Bergakademie Freiberg an. 1947 wurde er Oberassistent, und 1948 wurde er zum Dr.-Ing. promoviert. Seine Habilitation erwarb er im Februar 1952. Im April wurde er Dozent und im November 1952 Professor für Gießereikunde sowie Institutsdirektor und Leiter der Fachrichtung Gießereiwesen der Bergakademie. Von 1963 bis 1966 wirkte er zudem als Prodekan der Fakultät für Hüttenwesen.
Im Jahr 1966 verließ Joseph Czikel die Deutsche Demokratische Republik und siedelte in die Bundesrepublik Deutschland über. Nach einer kurzen Zeit als freiberuflicher Industrieberater wurde er 1967 Leiter der Forschungsabteilung der Buderus’schen Eisenwerke in Wetzlar. 1968 nahm er einen Lehrauftrag an der TH Hannover an, 1972 lehrte er an der Fachhochschule Aalen. Im Jahr 1973 wurde er zum ordentlichen Professor und für Gießereikunde an die Montanuniversität Leoben berufen, gleichzeitig wurde er Institutsleiter. 1984 wurde er emeritiert.

## Veröffentlichungen (Auswahl)
- Beiträge zur Gieß- und Anschnittechnik, Dissertation, 1948
- (mit Ernst Diepschlag): Die Gieß- und Anschnittechnik in den Gießereien, vornehmlich in den Graugießereien, 1949
- Die thermischen Bedingungen der Giessverfahren, Habilitationsschrift, 1951
- (mit Ernst Diepschlag): Die Gießtechnik von Halbzeug und Formguß, 1954

## Ehrungen
- Ehrennadel der Kammer der Technik in Silber und Gold
- Verdienter Techniker des Volkes (1963)
- Ehrennadel der Bergakademie Freiberg (1965)[1]
- Goldene Medaille des Vereins Österreichischer Gießereifachleute
- Ehrenmitglied des Vereins Deutscher Giessereifachleute[2]